# KM Cross Lublin
KM Cross Lublin – polski klub motocrossowy z siedzibą w Lublinie, mistrz Polski z roku 2008. Trenerem sekcji seniorów jest Marcin Wójcik, a szkoleniowcem szkółki juniorskiej jest Kamil Walczak.

## Sezon 2008
- drużynowe mistrzostwo Polski w klasie senior w motocrossie w składzie:

Łukasz Kędzierski, Karol Kędzierski i Jakub Piątek występujący w klasie MX2 Junior
- drużynowe mistrzostwo Polski w klasie młodzik w motocrossie
- zespołowe mistrzostwo Polski w motocrossie[3]